# Papilio hyppason
Papilio hyppason là một loài bướm thuộc họ Papilionidae. Nó được tìm thấy ở Surinam, Brasil, Bolivia, Peru, Venezuela và Ecuador.

## Hình ảnh

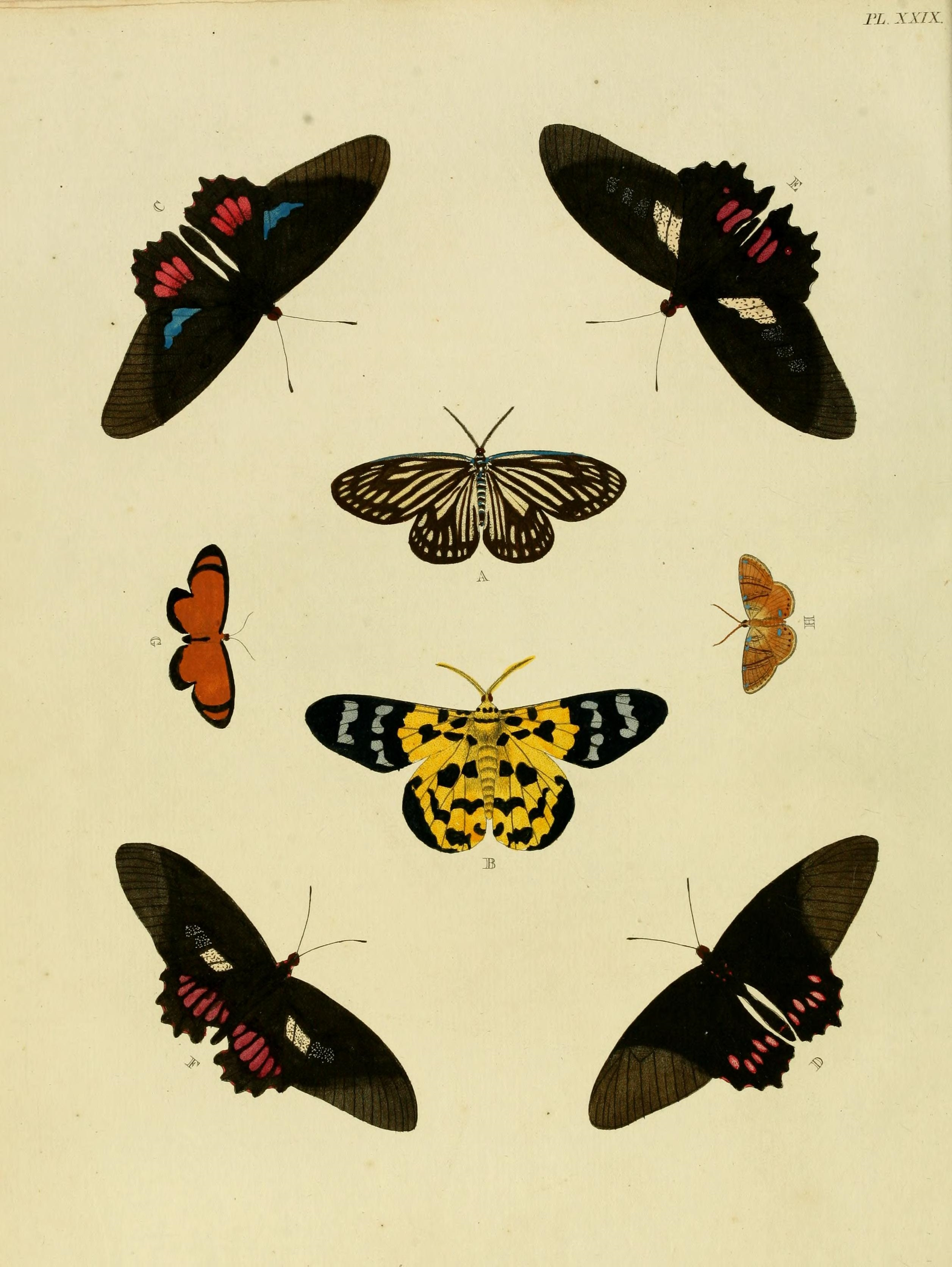
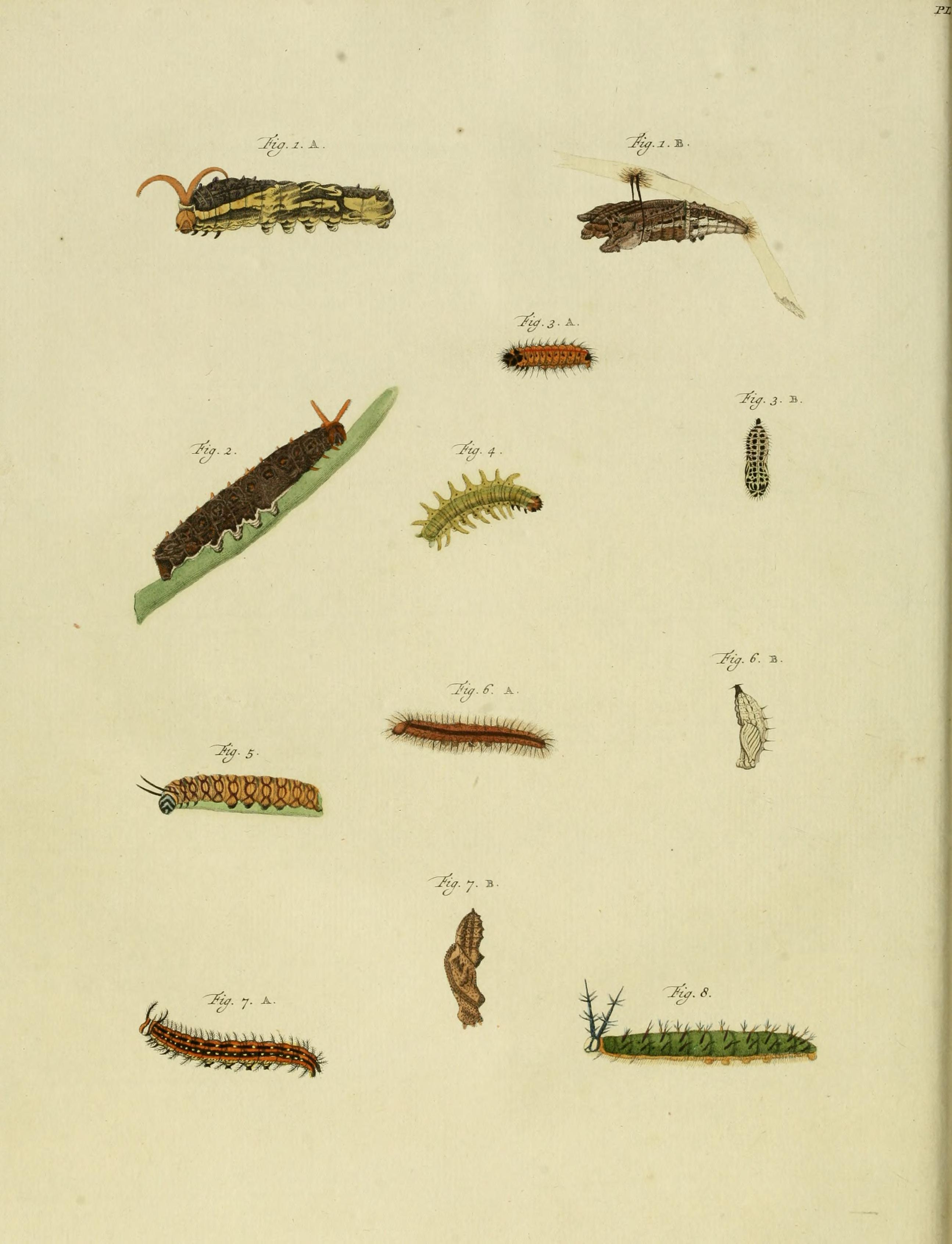
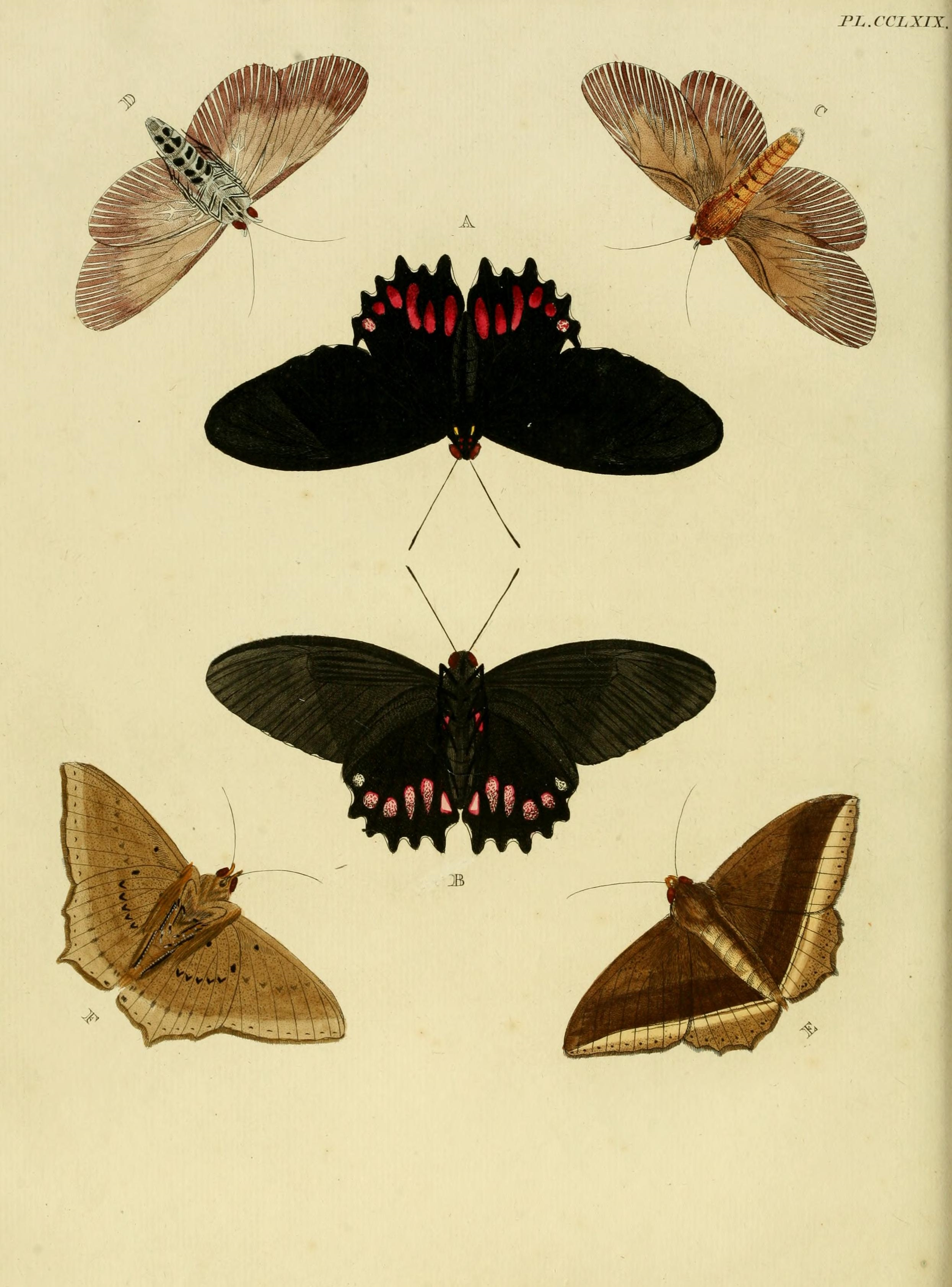
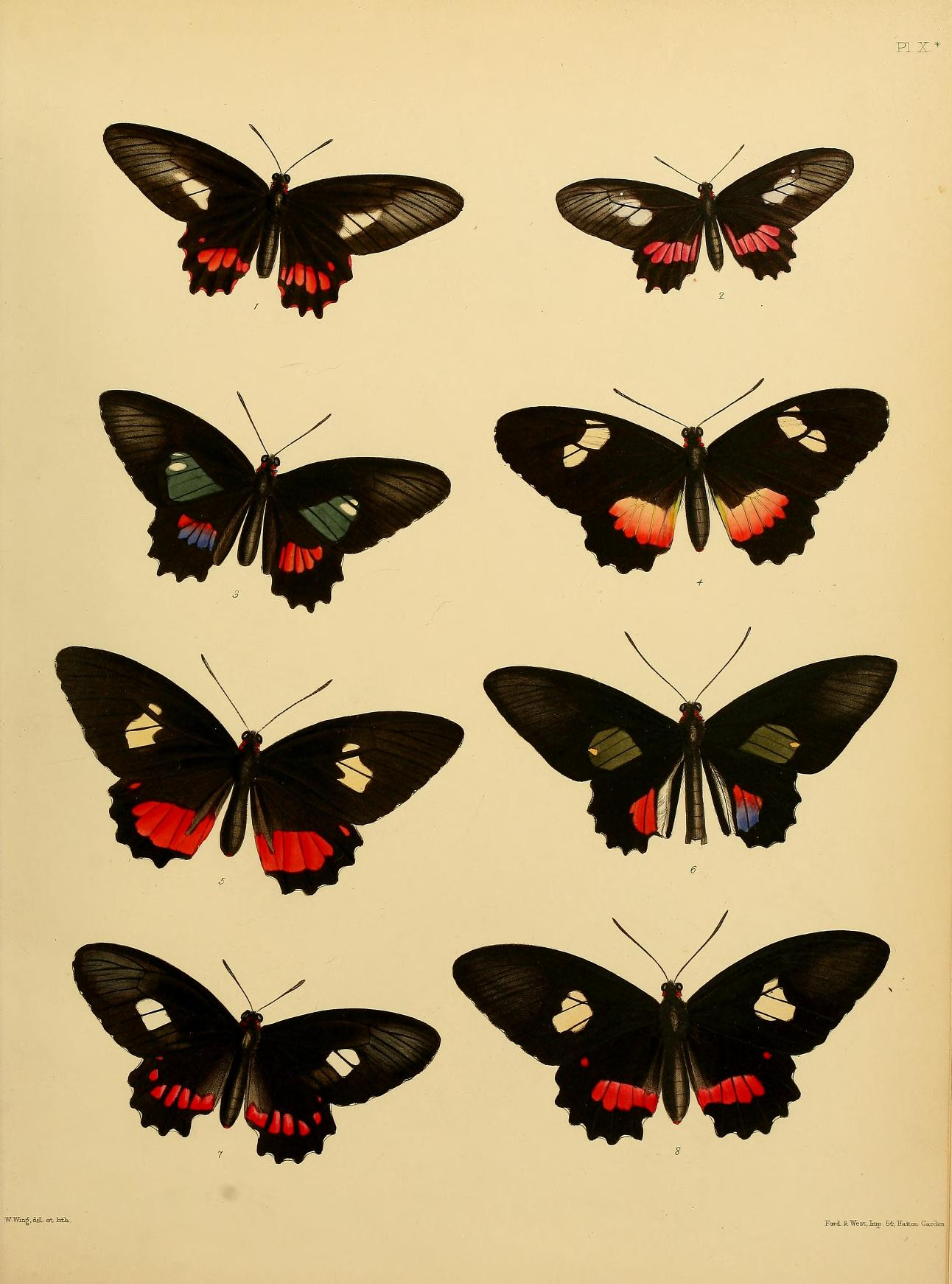